# Stara Vas
Stara Vas es una localidad de Croacia en el ejido de la ciudad de Pag, condado de Zadar.

## Geografía
Se encuentra a una altitud de 24 m s. n. m. a 293 km de la capital nacional, Zagreb.

## Demografía
En el censo 2011 el total de población de la localidad fue de 90 habitantes.
| Gráfica de población de Stara Vas 1857-2011                         |
|                                                                     |
| Según los censos de población de la oficina estadística de Croacia. |